# Stefania Sandrelli
Stefania Sandrelli (n. 5 iunie 1946, Viareggio, Toscana, Italia) este o actriță italiană de film, teatru și televiziune, nominalizată de Academia Europeană de Film (2001) la categoria "Cea mai bună prestație feminină" pentru rolul din producția italiană Ultimul Sărut (regie: G. Muccino).

## Biografie
Stefania Sandrelli s-a născut într-o familie de clasă mijlocie din Viareggio, fiica lui Florida și a lui Otello Sandrelli (geograf, care a murit când Stefania avea doar 8 ani).
La vârsta de 15 ani, Sandrelli a câștigat un concurs de frumusețe, prin care a obținut imediat primul ei rol de film în Gioventù di notte (1961) de Mario Sequis. În același an, a jucat alături de Ugo Tognazzi în filmul de persiflaj al fascismului Il federale al lui Luciano Salce și ca o tânără seducătoare în comedia Divorț italian de Pietro Germi. A apărut în mai multe dintre filmele lui Germi, inclusiv un rol dublu alături de Dustin Hoffman în Alfredo, Alfredo, ultimul film al regizorului. A apărut în Partner (1968) și 1900 (1976) sub regia lui Bernardo Bertolucci. Ettore Scola a distribuit-o alături de Nino Manfredi și Vittorio Gassman în Cât de mult ne-am iubit (1974), o istorie a partidului de stânga italian.
Cariera ei a atins punctul de bază la începutul anilor 1980. În 1983, ea a jucat în comedia erotică a lui Tinto Brass, Jurnalul pantofilor roșii, al cărei succes i-a readus la viață munca de film. Printre performanțele ei remarcabile din anii 1980 se numără interpretarea ei în Familia (1987) de Ettore Scola și în comedia lui Roberto Benigni Drăcușorul (1988), în care a jucat rolul iubitului unui preot interpretat de Walter Matthau.
Longevitatea carierei sale se explică prin capacitatea actriței de a-și schimba practica pe măsura trecerii timpului, de la ingenue la femei mature, echilibrate, mame de familie, etc.
Fiica ei Amanda Sandrelli, este de asemenea actriță.

## Filmografie selectivă

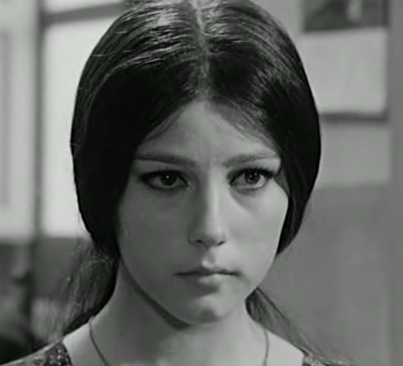
Stefania Sandrelli într-o secvență din filmul Sedusă și abandonată (1963)

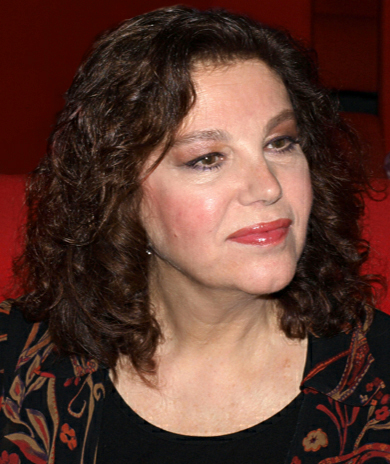
Stefania Sandrelli în 2010

- 1961 Gioventù di notte, regia Mario Sequi
- 1961 Il federale, regia Luciano Salce
- 1961 Divorț italian (Divorzio all'italiana), regia Pietro Germi
- 1964 Sedusă și abandonată (Sedotta e abbandonata), regia Pietro Germi
- 1965 O cunoșteam bine (Io la conoscevo bene), regia Antonio Pietrangeli
- 1967 Imoralul (L'immorale), regia Pietro Germi
- 1969 Iubita lui Gramigna	(L'amante di Gramigna), regia Carlo Lizzani
- 1970 Conformistul (Il conformista), regia di Bernardo Bertolucci
- 1970 Brancaleone la cruciadă (Brancaleone alle crociate), regia Mario Monicelli
- 1972 Alfredo Alfredo, regia Pietro Germi
- 1974 Cât de mult ne-am iubit (C'eravamo tanto amati), regia Ettore Scola
- 1974 Delict din dragoste (Delitto d'amore), regia Luigi Comencini
- 1976 1900 (Novecento), regia Bernardo Bertolucci
- 1976 Police Python 357, regia Alain Corneau
- 1980 Terasa (La Terrazza), regia Ettore Scola
- 1983 Cheia (La chiave), regia Tinto Brass
- 1983 Jurnalul pantofilor roșii (La chiave), regia Tinto Brass
- 1983 Vacanță de Crăciun, regia Carlo Vanzina
- 1988 Drăcușorul (Il piccolo diavolo), regia Roberto Benigni
- 1990 Africana (L'africana), regia Margarethe von Trotta
- 1992 Jamón Jamón (Jamón, jamón), regia Bigas Luna
- 1996 Frumusețe furată (Stealing Beauty), regia Bernardo Bertolucci
- 1996 Nimfa plebee (Ninfa plebea), regia Lina Wertmüller
- 2001 Ultimul sărut (L'ultimo bacio), regia Gabriele Muccino
- 2011 Încă o zi (Il giorno in più), regia Massimo Venier
- 2019 Fete bune (Brave ragazze), regia Michela Andreozzi
- 2021 Ea încă vorbește cu mine (Lei mi parla ancora), regia Pupi Avati
- 2021 Tristețea este un somn ușor (La tristezza ha il sonno leggero), regia Marco Mario de Notaris
- 2023 Uomo di fumo, regia Giovanni Soldati
- 2023 L'estate più calda, regia Matteo Pilati